# Callgirl
Begrebet Callgirl bruges om en prostitueret, der yder sin service ved, i modsætningen til en almindelig prostitueret, at komme ud til kunden. En callgirls arbejde kan være meget forskelligt fra kunde til kunde. Nogle kunder ønsker bare at sidde og snakke, mens andre vil have sex for deres penge. En callgirls løn er afhængig af hvor mange, der ringer til hende.
| Sex | Spire Denne artikel om sex eller sexologi er en spire som bør udbygges. Du er velkommen til at hjælpe Wikipedia ved at udvide den. |